# 1940年全米選手権 (テニス)
1940年 全米選手権（1940ねんぜんべいせんしゅけん）に関する記事。

## 大会の流れ
- 1881年から1967年まで、全米選手権は各部門が個別の名称を持ち、大会会場も別々のテニスクラブで開かれた。これが他の3つのテニス4大大会と大きく異なる点である。
  - 男子シングルス　名称：全米シングルス選手権（U.S. National Singles Championship）／会場：ニューヨーク市クイーンズ区フォレストヒルズ、ウエストサイド・テニスクラブ　（1924年-1977年）
  - 女子シングルス　名称：全米女子シングルス選手権（U.S. Women's National Singles Championship）／会場：フォレストヒルズ、ウエストサイド・テニスクラブ　（1921年-1977年）
  - 男子ダブルス　名称：全米ダブルス選手権（U.S. National Doubles Championship）／会場：マサチューセッツ州ボストン市、ロングウッド・クリケット・クラブ　（1935年-1941年まで）
  - 女子ダブルス　名称：全米女子ダブルス選手権（U.S. Women's National Doubles Championship）／会場：ボストン、ロングウッド・クリケット・クラブ　（1935年-1941年まで）
  - 混合ダブルス　名称：全米混合ダブルス選手権（U.S. Mixed Doubles Championship）／会場：ボストン、ロングウッド・クリケット・クラブ　（1935年-1941年まで）
- 1939年9月に勃発した第2次世界大戦の影響で、他のテニス競技大会は開催中止となったが、全米選手権だけは戦時中も途切れることなく続行された。ただし、戦時中は多くの選手たちが軍務に就いたことから、通常の年に比べて出場者が少ない。

## シード選手

### 男子シングルス
（すべてアメリカ人シード選手。本年度は外国人シード選手の指名なし）
1. ボビー・リッグス　（準優勝）
2. ドン・マクニール　（初優勝）
3. フランク・コバックス　（ベスト8）
4. フランク・パーカー　（ベスト8）
5. ジョー・ハント　（ベスト4）
6. ヘンリー・プルソフ　（4回戦）
7. ブライアン・グラント　（4回戦）
8. エルウッド・クック　（ベスト8）
9. ガードナー・ムロイ　（1回戦）
10. ウェルビー・バン・ホーン　（2回戦＝初戦）

### 女子シングルス
（アメリカ人シード選手：7名）
1. アリス・マーブル　（優勝、3年連続4度目）
2. ヘレン・ジェイコブス　（準優勝）
3. ポーリーン・ベッツ　（ベスト8）
4. ドロシー・バンディ　（ベスト8）
5. サラ・ファビアン　（3回戦）
6. ヘレン・バーンハード　（ベスト8）
7. バージニア・ウォルフェンデン　（ベスト8）

（外国人シード選手：2名）
1. メアリー・ハードウィック　（ベスト4）
2. バレリー・スコット　（ベスト4）

## 大会経過

### 男子シングルス
準々決勝
- ドン・マクニール vs.  エルウッド・クック　9-7, 6-8, 6-4, 6-3
- ジャック・クレーマー vs.  フランク・パーカー　1-6, 6-1, 3-6, 6-3, 6-1
- ボビー・リッグス vs.  テッド・シュローダー　6-1, 5-7, 6-3, 6-4
- ジョー・ハント vs.  フランク・コバックス　6-4, 6-1, 6-4

準決勝
- ドン・マクニール vs.  ジャック・クレーマー　6-1, 5-7, 6-4, 6-3
- ボビー・リッグス vs.  ジョー・ハント　4-6, 6-3, 5-7, 6-3, 6-4

### 女子シングルス
準々決勝
- ヘレン・ジェイコブス vs.  バージニア・ウォルフェンデン　3-6, 6-4, 6-1
- メアリー・ハードウィック vs.  ポーリーン・ベッツ　5-7, 6-1, 6-2
- アリス・マーブル vs.  ヘレン・バーンハード　6-3, 6-3
- バレリー・スコット vs.  ドロシー・バンディ　3-6, 6-4, 6-3

準決勝
- ヘレン・ジェイコブス vs.  メアリー・ハードウィック　2-6, 6-1, 6-4
- アリス・マーブル vs.  バレリー・スコット　6-3, 6-3

## 決勝戦の結果
- 男子シングルス： ドン・マクニール vs.  ボビー・リッグス　4-6, 6-8, 6-3, 6-3, 7-5
- 女子シングルス： アリス・マーブル vs.  ヘレン・ジェイコブス　6-2, 6-3
- 男子ダブルス： ジャック・クレーマー＆ テッド・シュローダー vs.  ガードナー・ムロイ＆ ヘンリー・プルソフ　6-4, 8-6, 9-7
- 女子ダブルス： アリス・マーブル＆ サラ・ファビアン vs.  ドロシー・バンディ＆ マージョリー・グラッドマン・バン・リン　6-4, 6-3
- 混合ダブルス： ボビー・リッグス＆ アリス・マーブル vs.  ジャック・クレーマー＆ ドロシー・バンディ　9-7, 6-1